# (5468) Hamatonbetsu
(5468) Hamatonbetsu es un asteroide perteneciente al cinturón de asteroides descubierto el 16 de enero de 1988 por Masaru Mukai y el también astrónomo Masanori Takeishi desde la Estación Kagoshima, Japón.

## Designación y nombre
Designado provisionalmente como 1988 BK. Fue nombrado Hamatonbetsu en homenaje a la ciudad japonesa situada cerca del extremo norte de Japón, lugar donde tiene su residencia el segundo descubridor. El lago y el pantano alrededor de la ciudad son muy importantes para las aves acuáticas, y este sitio ha sido registrado en la Convención sobre Humedales de Importancia Internacional Especialmente como Hábitat de Aves Acuáticas (Convención de Ramusar). El nombre también honra a los habitantes de la ciudad, que han apoyado las actividades astronómicas de los descubridores.

## Características orbitales
Hamatonbetsu está situado a una distancia media del Sol de 2,873 ua, pudiendo alejarse hasta 3,517 ua y acercarse hasta 2,229 ua. Su excentricidad es 0,224 y la inclinación orbital 11,96 grados. Emplea 1778,83 días en completar una órbita alrededor del Sol.

## Características físicas
La magnitud absoluta de Hamatonbetsu es 12,3. Tiene 23,936 km de diámetro y su albedo se estima en 0,048. 